# Temporada 2008-09 da PSL
A Premier Soccer League 2008-2009 foi a 13º edição da Premier Soccer League, principal competição de futebol da África do Sul. Teve a participação de 16 clubes e foi vencida pelo SuperSport United FC, da cidade de Pretória.

## Regulamento
- Turnos: O torneio teve a participação de 16 clubes que jogaram entre si em dois turnos ( turno e returno ), onde a vitória vale 3 pontos e o empate vale 1. O clube que somou maior número de pontos foi declarado o campeão, sem precisar jogar partidas finais.
- Rebaixamento: Os dois últimos colocados foram automaticamente rebaixados para a Segunda Divisão da edição 2009-2010, sendo substituídos pelos dois melhores colocados da Segunda Divisão da edição 2008-2009.

## Classificação final
|    | Clube             | Jogos | Pontos | Vitórias | Saldo de gols | Aproveitamento |
| -- | ----------------- | ----- | ------ | -------- | ------------- | -------------- |
| 1  | Supersport United | 30    | 55     | 16       | 23            | 61,2%          |
| 2  | Orlando Pirates   | 30    | 55     | 15       | 17            | 61,2%          |
| 3  | Kaizer Chiefs     | 30    | 50     | 15       | 5             | 55,6%          |
| 4  | Free State Stars  | 30    | 47     | 12       | 14            | 52,3%          |
| 5  | Golden Arrows     | 30    | 46     | 13       | 16            | 51,2%          |
| 6  | BidVest Wits      | 30    | 46     | 13       | 9             | 51,2%          |
| 7  | Ajax              | 30    | 46     | 13       | 2             | 51,2%          |
| 8  | AmaZulu           | 30    | 42     | 12       | 0             | 46,7%          |
| 9  | Mamelodi Sundowns | 30    | 40     | 11       | 0             | 44,5%          |
| 10 | Santos            | 30    | 39     | 10       | -3            | 43,4%          |
| 11 | Moroka Swallows   | 30    | 37     | 10       | -7            | 42,2%          |
| 12 | Maritzburg United | 30    | 36     | 10       | -19           | 40%            |
| 13 | Platinum Stars    | 30    | 35     | 8        | -5            | 38,9%          |
| 14 | Celtic            | 30    | 33     | 8        | -4            | 36,7%          |
| 15 | Thanda Royal Zulu | 30    | 33     | 10       | -18           | 36,7%          |
| 16 | Bay United        | 30    | 31     | 5        | -30           | 34,5%          |

- Legenda

|  | Campeão                                 |
|  | Permaneceram na Primeira Divisão da PSL |
|  | Rebaixados para a Segunda Divisão       |

## Artilharia
|   | Jogador          | Gols | Clube             |
| - | ---------------- | ---- | ----------------- |
| 1 | Henyekane        | 19   | Golden Arrows     |
| 2 | Mabhuti Khenyeza | 16   | Ajax              |
| 3 | Laffor           | 10   | SuperSport United |
| 3 | Ngcobo           | 10   | Free State Stars  |
| 3 | Surprise Moriri  | 10   | Mamelodi Sundowns |
| 3 | Renteria         | 10   | Platinum Stars    |

## Números da competição
| Nº de participantes    | 16 clubes          |
| Jogos                  | 306 jogos          |
| Gols                   | 860 gols           |
| Média de gols por jogo | 2,81 gols por jogo |